# Johann Lüneburg († 1493)

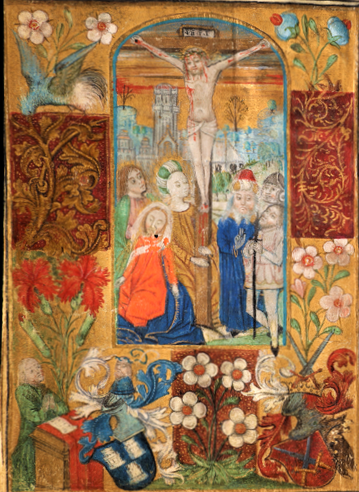
Stifterdarstellung im Gebetbuch des Hans Luneborch mit dem Wappen der nicht ratssässigen Mitglieder der Familie Lüneburg (links) und dem Wappen der Familie Leve (rechts)

Johann Lüneburg (* um 1460 in Lübeck; † 20. September 1493 ebenda) war ein Lübecker Patrizier, Fastnachtdichter und religiöser Kunstliebhaber des 15. Jahrhunderts.

## Leben
Johann Lüneburg war einer der Söhne des Lübecker Ratsherrn Johann Lüneburg († 1474); sein Großvater Johann Lüneburg war einer der bedeutenden Lübecker Bürgermeister des 15. Jahrhunderts. Er begann Ostern 1478 ein Studium an der Universität Rostock. Zu Trinitatis 1479 wurde er als Lübecker Bürger aus ratssitzender Familie Mitglied der einflussreichen, patrizischen Zirkelgesellschaft in Lübeck (Mitgliedsnummer 234); die Annalen der Zirkelgesellschaft verzeichnen ihn zur Abgrenzung von seinem gleichnamigen Vater mittelniederdeutsch als „Hans Luneborch der junge“. Er bewohnte den von 1393 bis Anfang des 16. Jahrhunderts im Familienbesitz befindlichen Lüneburger Hof in der oberen Beckergrube (heutige Hausnr. 10, an dieser Stelle befindet sich heute das Theater Lübeck).
Bei den von der Zirkelgesellschaft abgehaltenen Lübecker Fastnachtspielen trat er 1484 mit seinem im gleichen Jahr verstorbenen Bruder Heinrich Lüneburg als zwei der vier jährlich neu bestimmten Fastnachtdichter hervor. Die beiden anderen Fastnachtdichter 1484 waren Hans Witick und der spätere Ratsherr Hinrich Westval. Zur Aufführung gebracht wurde das von den vier Fastnachtdichtern verfasste Stück van der rechtverdicheyt. Es wurde in abgewandelter Form zwischen 1497 und 1500 in der Lübecker Mohnkopfoffizin des Hans van Ghetelen als Inkunabel mit dem Titel Henselynboek gedruckt und ist damit das einzige schriftlich überlieferte Fastnachtspiel aus Lübeck, heute nachgewiesen im Bestand der Staats- und Universitätsbibliothek Hamburg.

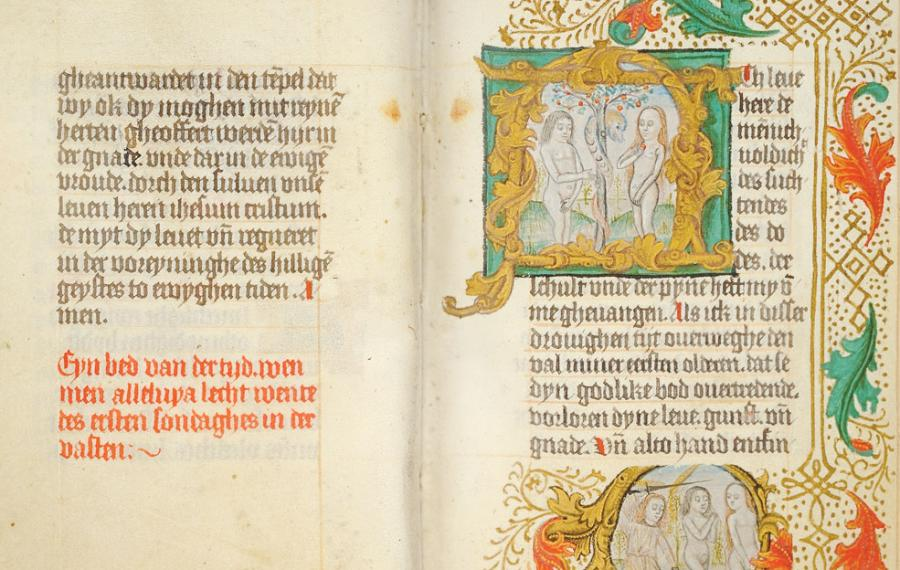
Seitenausschnitt des Stundenbuches von 1492

Johann Lüneburg kommt auch als Auftraggeber und erster Besitzer des nach ihm benannten Stundenbuch des Hans Luneborch, einer mit 41 Miniaturen reich bebilderten Handschrift eines Gebetbuches von 1492, infrage, die sich heute in der Bibliothek des Peabody Instituts der Johns Hopkins University in Baltimore befindet. Eine abschließende Bewertung dieses Kunstwerks steht noch aus, aber der emeritierte Kunsthistoriker der Universität Princeton James Marrow legte sich auf die Meister der schwarzen Augen als Urheber der Miniaturen bereits fest.
Johann Lüneburg wurde im als Familienbegräbnis angelegten Grab seines 1461 verstorbenen Großvaters  im Unterchor der Katharinenkirche bestattet. Die Grabplatte aus Messing ist eine flämische Arbeit und gehört zu den herausragenden und sehenswerten Stücken ihrer Art in Lübeck. Die Umschriften der Grabplatte und die Inschriften im Stein führen auch die weiteren hier beerdigten Mitglieder der Familie Lüneburg, darunter seinen Vater und seine Brüder Thomas († 1498) und Heinrich († 1484), auf.
Er war verheiratet mit Katharina von Leven († 1519), der Tochter des Strander Stallers Laurens Leve. Ein Sohn des Paares war der Lübecker Fernhandelskaufmann und Ratsherr Johann Lüneburg († 1529). Als Witwe wandte sich Katharina Lüneburg dem St.-Johannis-Kloster zu und wurde dort unter einer dokumentierten, aber nach dem Abbruch 1806 nicht mehr erhaltenen steinernen Wappengrabplatte im Chor der Klosterkirche begraben.